# ハジェル＝ラミ州
ハジェル＝ラミ州（ハジェル＝ラミしゅう、フランス語: Région du Hadjer-Lamis、アラビア語: منطقة حجر لميس）は、チャドの州。チャドの22ある州のうちのひとつである。州都はマッサコリ。

## 下位行政区画
ハジェル＝ラミ州はダババ県、ダガナ県、Haraze Al Biarの3県に分かれている。

## 経済
主要な産業は、農業と牧畜である。